# Cyrtandra apiculata
Cyrtandra apiculata är en tvåhjärtbladig växtart som beskrevs av Charles Baron Clarke. Cyrtandra apiculata ingår i släktet Cyrtandra och familjen Gesneriaceae. Inga underarter finns listade i Catalogue of Life.